# Горошочок Едуард Юрійович
Едуард Юрійович Горошочок — старший солдат ОЗСП «Азов» Національної гвардії України, учасник російсько-української війни, що загинув у ході російського вторгнення в Україну в 2022 році.

## Життєпис
Едуард Горошочок народився 15 листопада 1989 року в селищі Нові Санжари, Полтавської області. Брав участь у Революції Гідності, а з 2014 по 2016 рік проходив військову службу у лавах Збройних сил України, брав участь у боях за Широкине. Після цього звільнився через поранення в плече. Очолив полтавську ГО «Вороскол», яка займалась військово-патріотичним вихованням. Також з іншими військовими займався налагодженням органічного виробництва на Полтавщині. Військову службу проходив у складі окремого загону спеціального призначення НГУ «Азов». У ході широкомасштабного військового вторгнення РФ в Україну з побратимами захищали Маріуполь на Донеччині, перебували на «Азовсталі». Загинув хоробрий воїн 15 квітня 2022 року.

## Родина
В Едуарда Горошочка залишилися батьки, дружина та дитина.

## Нагороди
- орден За мужність III ступеня (2022, посмертно) — за особисту мужність і самовіддані дії, виявлені у захисті державного суверенітету та територіальної цілісності України, вірність військовій присязі[3].